# Jérôme Stettler
Pour les articles homonymes, voir Stettler (homonymie).
Jérôme Stettler (né le 14 août 1966 à Lausanne) est un artiste plasticien et dessinateur suisse.

## Biographie
Jérôme Stettler commence sa formation à l'École cantonale d'art du Valais (actuelle École de design et haute école d'art du Valais). En 1988, il poursuit ses études à l'École supérieure d'arts visuels de Genève (actuelle HEAD). Sa recherche picturale est distinguée par le prix Théodore-Strawinsky en 1993. Il obtient un Master en Arts visuels en 1994. Une bourse de la Fondation Simon Patino lui permet, durant l'année 1995, de poursuive sa formation à Paris. En 2003, il reçoit le prix de la Fondation Gertrud Hirzel. La Ville de Genève lui décerne la bourse d'aide à la création en 2008. Depuis 2000, il présente ses recherches et expérimentations de manière continue dans des expositions monographiques et collectives.
Jérôme Stettler est éditeur au sein des Éditions art & fiction et a dessiné de 2011 à 2024 dans le journal culturel La Couleur des jours pour lequel il a développé un dialogue avec la scène littéraire suisse contemporaine.
Le fonds municipal d'art contemporain et le fonds cantonal d'art contemporain de la Ville de Genève possèdent un ensemble de ses œuvres.

## Expositions individuelles (sélection)
- Spécimens, Ferme de La Chapelle, Grand-Lancy 2020[5]
- Eperdu, projection, Médiathèque du Fonds municipal d'art contemporain, Genève 2020[6]
- Tous les débuts, toutes les fins, Espace Témoin, Genève 2016[7]
- Des rives, soirée de projection, Rodéo 12, MAC 011, Genève 2011
- Là-bas, Halle Nord, Genève 2009
- Gaïa village idéal, salle Crosnier, Palais de l’Athénée, Genève 2003[8]
- Le cycle hors-dans, Les Halles, Espace d’art contemporain, Porrentruy 2003[9]
- La banquise, Galerie Andata/Ritorno et Mire, Genève 2002[10]
- Futur antérieur, Galerie Stargazer, Genève 2000[11]

## Expositions collectives (sélection)
- Simply nature ?, Videocity /Rex Box, Kino Rex/Fonds municipal d'art contemporain de Genève, avec  Berne 2025[12]
- Anima Mundi, Dngarees art space, Ependes 2024[13]
- Encart, Musée Alexis Forel, Morges 2023[14]
- Studiolo, CACY, Centre d'art contemporain, Yverdon-les-Bains 2023[15]
- Sonar & Co, Galerie Papier Gras, Genève 2022[16]
- A bord de l'art contemporain, épisode II, collection du Fonds municipal d'art contemporain de Genève, Théâtre Am Stram Gram, Genève 2022[17]
- A bord de l'art contemporain, épisode I, collection du Fonds cantonal d'art contemporain de Genève, Théâtre Am Stram Gram, Genève 2021[18]
- Avant demain, Château de Penthes, Genève 2020[19]
- Ecrire en images, projection de films d'animation au cinéma Bellevaux, Lausanne 2020[20]
- Constructions Sauvages, Espace Culturel Assens juillet-septembre 2019
- We are small, carnets d'artistes, La Ferme Asile, Sion 2019[21]
- Lausanne imaginée, Espace Arlaud, BDFIL, Lausanne 2019[22]
- Sans titre, entre autres : collection de dessins du FMAC, 1950-2018", Le Commun 2019[23]
- SOS Méditerranée, Espace Témoin, Genève 2018[24]
- Utopik park, Usine Kugler, Genève 2017[25]
- In(de)finiti luoghi, Villa dei Cedri, Bellinzone 2017[26]
- Carnets, Halle Nord, Genève 2017[27]
- Décollage, Atelier Pilote, Ressources urbaines, Genève 2017[28]
- Carnets, Halle Nord, Genève 2016[29]
- Autoportrait, Galerie Grande Fontaine, Sion 2016[30]
- Goûter d’art, Espace des Télégraphes, Lausanne 2016[31]
- Outre mer, Usine Kugler, Genève 2015[32]
- Exquis, BAL et les Éditions Ripopée, dessin contemporain, Vernier 2014[33]
- Repas de fête, Musée de Carouge 2014[34]
- Incertains Lieux, Centre d’art contemporain, Yverdon-les-Bains 2014[35]
- Rathania’s- ars similis casus, Musée Rath, Genève 2011[36]
- Collective avec Eric Winarto et Philippe Fretz, Espace culturel d’Assens 2010[37]
- T’as vu chat ?, Musée des Beaux-Arts de la Chaux-de-Fonds 2008[38]
- Open House, Musée Rath Genève 2006[39]
- Somnambules, Villa Bernasconi, Grand-Lancy 2005[40]
- L’art contemporain est aussi dans les livres, Musée d’art moderne et contemporain (MAMCO), Genève 2003

## Distinctions et prix
- Bourse d’aide à la création, Département des affaires culturelles, Ville de Genève, 2008[41]
- Prix de la Fondation Gertrud Hirzel, 2003[42]
- Attribution d’un atelier (à L'Usine) par la Ville de Genève, 1997-2000
- Bourse de la Fondation Simon Patino pour un séjour à la Cité des arts de Paris, 1995[43]
- Prix de peinture Théodore-Strawinsky, École supérieure d’arts visuels, Genève, 1993[44]

## Publications de Jérôme Stettler

### Livres et cahiers
- Topia, Lausanne, art&fiction, 1er octobre 2020, 176 p. (ISBN 978-2-940570-89-8, lire en ligne)
- Lectures, Nyon, Ripopée, 6 décembre 2016, 120 p.[45]
- La nasse, Lausanne, art&fiction, 1 septembre 2012, 44 p.[46]
- Ombre et planéité, Lausanne, art&fiction, 1 avril 2005, 32 p.[47]
- Cache-cache au bout du monde, Genève, La Joie de Lire, 2005, 32 p. (ISBN 978-2-88258-330-7, lire en ligne)
- Loin avant, Genève, Cadrat, 2003, 48 p. (ISBN 2-9700258-4-1)
- Cahier de la classe des Beaux-arts, Genève, no 146, 2003
- « La banquise », sur jeromestettler.com, 2002 (consulté le 4 juillet 2020)

### Parutions collectives
- Anima Mundi, art&fiction 2024, textes de Carine Bovey, Karine Défago, Silvio Do Nascimento, Stéphanie Lugon, Roswitha Schild, Art&Fiction 2024[13]
- En collaboration avec Joëlle Isoz, Fictions sauvages, brefs récits de Jérôme Stettler, Boabooks 2023[48]
- Collectif, Travioles no 0, Paris, Editions du 81, printemps 2021[49]
- Collectif, Aristide no 2, Assens, Collectif Aristide (lire en ligne)
- Collectif, Il meurt, Vevey, Hélice Hélas, septembre 2015, 64 p. (ISBN 978-2-940522-28-6, lire en ligne)
- (de + fr + it) Collectif, Viceversa Literatur, Lausanne-Zurich-Bellinzona, Viceversa Literatur - Jahrbuch der Schweizer Literaturen, mai 2015, 250 p. (ISBN 978-3-85869-642-7, lire en ligne)
- Collectif, « Exquis », sur geneveactive.ch, octobre 2014 (consulté le 4 juillet 2020)
- Collectif, Mode de vie. Kit de démontage, Lausanne, art&fiction, novembre 2011 (ISBN 978-2-940377-51-0, lire en ligne)
- Album pour le centenaire du Musée d’art et d’histoire de Genève, Genève, La Baconnière, 2010, 32 p. : Collectif, « MAHG n°2010-01 jan à avr 2010 - Page 16 - 17 - MAHG n°2010-01 jan à avr 2010 - MAHG - beaux arts - arts et graphismes - Arts & culture - 1001mags - Magazines en PDF à 1 € et GRATUITS ! », sur institutions.ville-geneve.ch, 17 février 2010 (consulté le 4 juillet 2020)